# 高雄市私立中山工商職業学校
高雄市私立中山工商職業学校（たかおししりつ ちゅうざんこうしょうしょくぎょうがっこう、英語:Chung Shan Industrial & Commercial School）は、台湾高雄市大寮区会社里正気路79号に台湾の高等職業学校である。1957年に設置された。

## 歴代理事長
- 第一代：吳建亞
- 第二代： --
- 第三代： --
- 第四代﹕：蔡福來
- 第五代：林再生
- 第六代：洪周金女
- 第七代：呂芳瑛

## 歴代校長
- 第一代：李浩仁
- 第二代：吳承天
- 第三代：凌先化
- 第四代：蔡華山
- 第五代：陳国清

## 設置学科
高校部
普通科
総合高校部
学術学程
- 学術-自然学程
- 学術-社会学程

職業学程

- 情報応用学程
- 商業服務学程
- 応用日本語学程
- 応用英語学程
- 食事調理学程
- 觀光学程
- 乳幼児教育学程
- 化粧技術学程
- 自動車技術学程
- 機械電子技術学程
- 情報技術学程
- 電子技術学程
- 運動と余憩管理学程

高職部

- 情報処理科（商資群）
- 商業経營科（商資群）
- 多媒體技術科（商資群）
- 食事管理科（餐旅群）
- 観光事業科（餐旅群）
- 化粧技術科
- 自動車科（汽機群）
- 機械電子科（汽機群）
- 総合職業科（特教）
- 電子科（電資群）
- 情報工科（電資群）

高職部建教班

- 自動車科
- 機械電子科
- 情報工科
- 化粧技術科
- 食事管理科
- 観光事業科
- 商業科

高職部實用技能学程
日間部

- 焼き食品科
- 食事技術科
- 自動車修護科
- 商用情報科
- 化粧技術科

進修部

- 自動車修護科
- 中式食品科
- 焼き食品科
- 食事技術科